# Кузьниця-Стробінська
Кузьниця-Стробінська (пол. Kuźnica Strobińska) — село в Польщі, у гміні Осьякув Велюнського повіту Лодзинського воєводства.
Населення — 117 осіб (2011).
У 1975-1998 роках село належало до Серадзького воєводства.

## Демографія
Демографічна структура станом на 31 березня 2011 року:
|          | Загалом | Допрацездатний вік | Працездатний вік | Постпрацездатний вік |
| -------- | ------- | ------------------ | ---------------- | -------------------- |
| Чоловіки | 48      | 9                  | 29               | 10                   |
| Жінки    | 69      | 15                 | 38               | 16                   |
| Разом    | 117     | 24                 | 67               | 26                   |